# Cujo (película)
Cujo (conocida como Cujo, el perro asesino en Hispanoamérica) es una película de terror dirigida por Lewis Teague en 1983, basada en la novela homónima de Stephen King. Cuenta con las actuaciones de Dee Wallace-Stone, Daniel Hugh-Kelly, Christopher Stone, Ed Lauter y Danny Pintauro.
La trama de la película gira en torno a Cujo, un perro San Bernardo rabioso, que atrapa a una madre y su hijo dentro de su automóvil sin comida ni agua durante una ola de calor, y sus intentos de sobrevivir.

## Argumento
Cujo, un amigable y despreocupado San Bernardo, persigue a un conejo salvaje y por error, se atora su cabeza en una cueva de piedra caliza, donde un murciélago rabioso le muerde la nariz. Mientras tanto, la familia Trenton - el publicista Vic (Daniel Hugh-Kelly), el ama de casa Donna (Dee Wallace-Stone) y su sensible hijo Tad (Danny Pintauro) - llevan su Ford Pinto a la casa rural del mecánico abusivo Joe Camber (Ed Lauter) para algunas reparaciones, donde se encuentran con Cujo (el perro del prólogo), que es la mascota de la familia Camber. Donna nota la nariz mordida de Cujo, pero piensa poco en ello. Más tarde, el matrimonio de Vic y Donna se pone a prueba cuando Vic se entera de que Donna está teniendo una aventura con su exnovio de la escuela secundaria, Steve Kemp (Christopher Stone), mientras que la publicidad de Vic para un comercial de cereales Sharp está fallando. La esposa de Joe, Charity (Kaiulani Lee) y su hijo Brett (Billy Jacoby), deciden salir de la casa durante una semana para visitar a Holly, la hermana de Charity. Cuando la infección de la mordedura del murciélago rabioso vuelve loco a Cujo, mata a su vecino alcohólico, Gary Pervier (Mills Watson), y a su propietario Joe, quien es atacado antes de que pueda llamar a las autoridades.
Vic sale de la ciudad en un viaje de negocios, mientras Donna y Tad se quedan solos y regresan a la casa de los Camber para más reparaciones de automóviles. Mientras Donna busca a Joe en el patio de los Camber, Cujo los ataca, y se refugian en su Pinto. Donna trata de conducir a casa, pero el alternador del Pinto muere y los dos están atrapados adentro. El sol caliente hace que las condiciones sean casi insoportables, y Donna se da cuenta de que debe hacer algo antes de que ambos mueran de insolación o deshidratación. Sin embargo, los intentos de escape son frustrados por los repetidos ataques de Cujo. Vic regresa a casa para reavivar su matrimonio, solo para encontrar a Donna y Tad desaparecidos y su casa destrozada por Kemp. Sospecha el posesivo Kemp de secuestro, pero la policía se da cuenta de que su esposa y su hijo podrían estar en la casa de los Camber.
El sheriff local, George Bannerman (Sandy Ward), llega a la casa de los Camber para inspeccionar y tiene un breve enfrentamiento; antes de que pueda retirar su revólver, Cujo lo ataca, lo tira de la pasarela en el establo y lo mata. Mientras tanto, Donna se aprovecha de una distracción momentánea y golpea a Cujo con un bate de béisbol hasta que se rompe, dejando solo un mango irregular. Cujo salta hacia ella y se empala en el estómago con el bate roto. Donna toma el revólver del sheriff y recupera a Tad, quien está deshidratado y sobrecalentado. Mientras Donna revive a Tad dentro de la casa de los Camber, Cujo, ahora recuperado, rompe la ventana de la cocina y trata de matarlos. Sin embargo, Donna dispara a Cujo con el revólver causándole la muerte, antes de que Vic llegue y se reúna con su familia.

## Reparto
- Dee Wallace como Donna Trenton.
- Danny Pintauro como Tad Trenton.
- Daniel Hugh-Kelly como Vic Trenton.
- Christopher Stone como Steve Kemp.
- Ed Lauter como Joe Camber.
- Kaiulani Lee como Charity Camber.
- Mills Watson como Gary Pervier.
- Sandy Ward como George Bannerman.
- Billy Jacoby como Brett Camber.

## Recepción
Cujo fue un éxito modesto de taquilla para Warner Bros. La película fue estrenada el 12 de agosto de 1983 en los Estados Unidos, abriendo en el segundo lugar esa semana. Recaudó un total de $21 156 152 de forma doméstica, convirtiéndola en la cuarta película de horror más exitosa de 1983 tras Jaws 3-D, Psycho II y Twilight Zone: The Movie.
En Rotten Tomatoes, la película tiene un porcentaje de aprobación del 58% basado en 31 reseñas con un índice de audiencia promedio de 5.6/10. El crítico Leonard Maltin le dio a la cinta tres estrellas de cuatro posibles, llamándola "genuinamente terrorífica". Pese a las reseñas divididas, Stephen King se ha referido a la película como una de sus favoritas basada en su obra literaria.